# Selí
D'acord amb la mitologia grega, Selí (en grec antic Σέλινος) o Selinunt va ser un rei d'Acaia fill de Posidó. Amenaçat per Ió, que li volia declarar la guerra, li oferí la seua única filla Hèlice en matrimoni i el nomenà successor.